# 枇杷阪明
枇杷阪 明（びわさか あきら、1932年〈昭和7年〉11月3日 - 2022年〈令和4年〉7月23日）は、日本のアナウンサー。東京都出身。枇杷坂 明は誤り。

## 来歴・人物
港区立青山中学校を経て1952年東京都立日比谷高等学校卒業。1957年に早稲田大学教育学部を卒業し、同年ニッポン放送へ入社。以来、プロ野球や東京オリンピック（1964年）の民間放送代表アナウンサーなどスポーツ中継を主に担当。プロ野球では、1974年の長嶋茂雄現役引退試合や1977年9月3日の王貞治ホームラン世界新記録達成試合}（「世界新記録!入ったあ、ホームラーン!王、バンザイ。ハンク・アーロンの記録を破った!」）などを担当した。ボクシングでは、日本のラジオにおいて初の国外中継となった世界タイトルマッチ戦を担当。また、1978年8月に日本のラジオでは初となるメジャーリーグベースボール（MLB）中継のプロデューサーを務めた。
1992年に定年退社したが、契約アナウンサーとしてニッポン放送の番組に出演、フリーアナウンサーとしてテレビ神奈川（TVK）のプロ野球・横浜ベイスターズ戦中継なども担当した。また、アナウンサー養成講師として、ニッポン放送やフジテレビ「アナトレ」で活動する。
ニッポン放送の同期には、同じくフジテレビ「アナトレ」講師の山田祐嗣やリポーターの東海林のり子がおり、特に山田とは同級生で中学・高校も同じであり、学生時代からの親友である。また、自分が付き合っていた彼女（現在の妻）がどういう風に映るかを知りたかったため、妻とのデートで山田に同行してもらったというエピソードもある。
2022年7月23日、誤嚥性肺炎のため死去。89歳没。

## 出演番組
- プロ野球中継
  - ニッポン放送ショウアップナイター（ニッポン放送在職時代 - 2003年頃[13]）[2]
  - YOKOHAMAベイスターズナイター（TVK）
- ボクシング中継（ニッポン放送）
- ラグビー中継

## 制作担当番組
- メジャーリーグ中継（ニッポン放送） - プロデューサー

## 参考資料
- 『プロ野球12球団全選手百科名鑑』→『12球団全選手カラー百科名鑑』各年版バックナンバー（日本スポーツ出版社発行）
- 『週刊ベースボール 別冊』2008年紅葉号「王貞治とプロ野球半世紀」（2008年11月15日、ベースボール・マガジン社発行。第35巻・第10号・通算228号）
- 外部リンク